# 静宜大学
静宜大学（せいぎだいがく、Providence University）は、台湾台中市沙鹿区にある私立大学である。アメリカ人修道女マリー・グラティア・ルーキン（Sister Marie Gratia Luking）が開いた華美学校に由来するキリスト教カトリック系大学である。静宜大学はU12コンソーシアムのメンバー校の1つであり、ISEPネットワークに参加している2つの台湾の大学の1つである｡

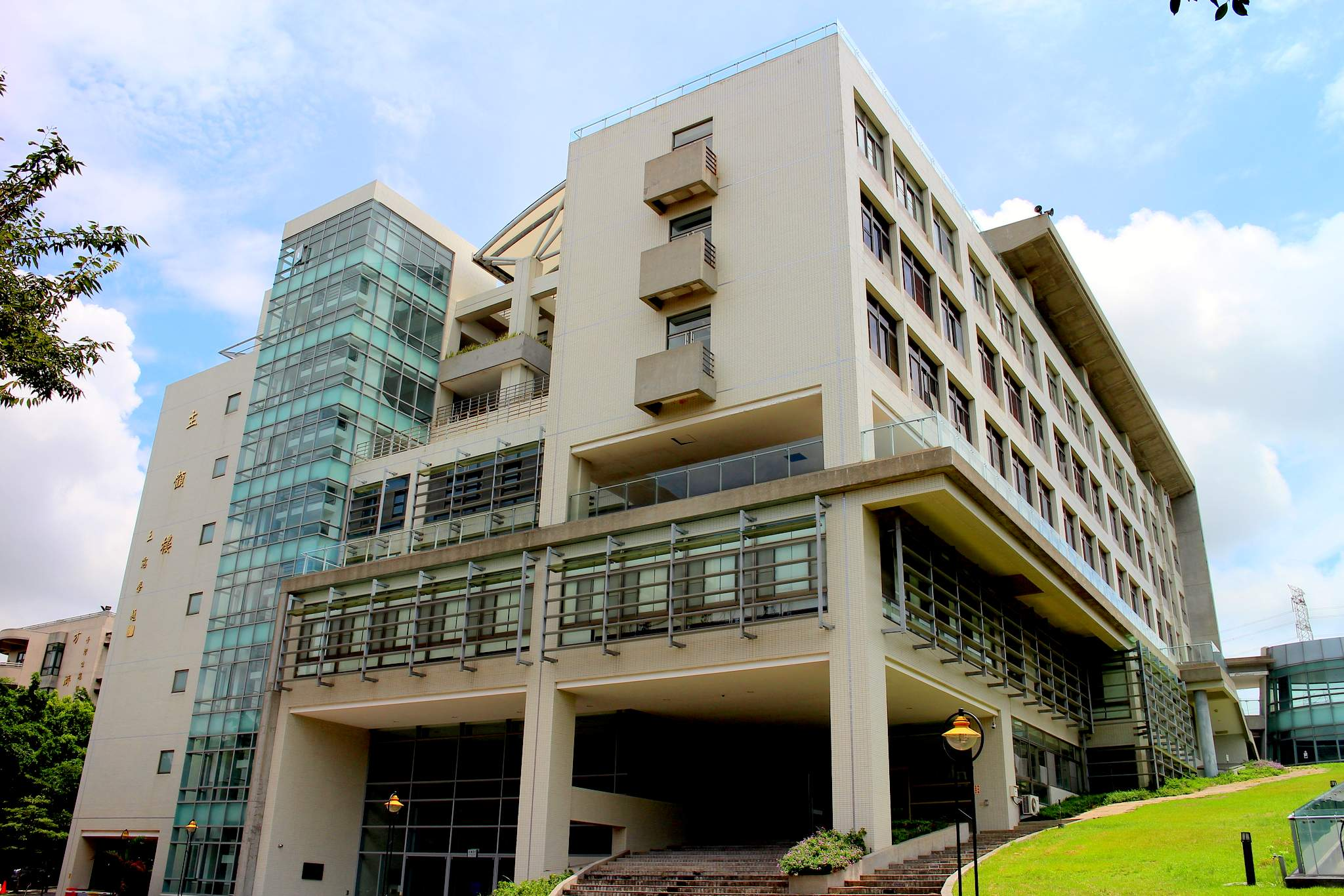
主顧樓

## キャンパス・アクセス
- 英語（PU Campus）
- 日本語の説明（静宜大学法学部HP の紹介）
- 中国語の説明・地図

## 歴史
| 年     | 月日   | 事項 |
| ------ | ------ | --- |
| 1921年 | -      | 「華美学校」として開校 初中部及び小学部を設置                                                            |
| 1932年 | -      | 中国（当時、中華民国）・河南省開封市に「静宜女子中学」を開校                                             |
| 1937年 | -      | 日中戦争の激化により学校経営が困難となる                                                                 |
| 1948年 | -      | 台湾・台中にて「天主教英語補習学校」として再開                                                           |
| 1956年 | -      | 「静宜女子英語専科学校」と改称                                                                           |
| 1963年 | -      | 「静宜女子文理学院」とに昇格 中国文学、外国文学、商学、数学の4学系を設置 夜間外国語文、商学の2学系を設置 |
| 1987年 | -      | キャンパスを現所在地へ移転                                                                               |
| 1989年 | 7月1日 | 「静宜女子大学」に昇格                                                                                   |
| 1993年 | -      | 「静宜大学」と改称 男子募集を開始                                                                        |

## 組織
（学科制を採用している台湾では、「学系」が教育と組織の重心であるので、日本の大学の「学部」に相当するということができよう）
| - 人文社会科学院 - 大衆コミュニケーション学科 - 生態学科 - 台湾文学科 - 法律学科（法学部） - 中国文学科 - 青少年児童福祉科 - 人文教育センター - 教職養成センター - 外語学院 - 英文学科 - スペイン文学科 - 日本語文学科 - 中国語センター （外国人語学留学生を随時募集） - 付属図書館（蓋夏図書館 Luking Library ） | - 管理学院 - 企業管理学科 - 観光事業学科 - 財務金融学科 - 国際企業学科 - 会計学科 - 管理修士課程社会人コース - 理学院 - 応用数学科 - 食品営養学科 - 応用科学科 - 化粧品科学科 - データサイエンスとビッグデータ分析と応用科学 - 情報学院 - 情報工学科 - 情報管理学科 - 情報コミュニケーション工学科 |

## 学生
2016年度の学生数は12,350人である

## 教員

### 歴代学長
| 区分                       | 代    | 氏名                         | 任期           |
| -------------------------- | ----- | ---------------------------- | -------------- |
| 補習学校 静宜英専 静宜学院 | 初代  | マリー・グラティア・ルーキン | 1948年～1964年 |
| 静宜学院                   | 第2代 | 郭藩蒙                       | 1974年～1990年 |
| 静宜女大                   | 第3代 | 徐熙光                       | 1990年～1994年 |
| 静宜大学                   | -     | 李家同                       | 1994年～1999年 |
| 静宜大学                   | 第7代 | 陳振貴                       | 1999年～2002年 |
| 静宜大学                   | 第8代 | 兪明徳                       | 2002年～2010年 |
| 静宜大学                   | 第9代 | 唐傳義                       | 2010年8月～    |

## スポーツ・サークル・伝統
- 毎年の５月に､日本語文学科による開催される「櫻花五月祭」（桜の五月祭り）という文化祭がある｡
- 12月に運動大会とクリスマス｡

## 校歌
《英語の歌詞》
Providence University in Taiwan,Your loyal students' voices raise.
Out to win, quick to learn, should we be.Gratitude fills our hearts with praise.
Joyful in learning, truthful in searching,virtue our highest goal.
We must conquer the sadness,raise up the goodness, holding the highest hope.
Serving together, hearts bound together,through all our days here on earth.
You'll find us loyal and ready,earnest and steady.
Boosting our own loved school.
《中国語の歌詞》
偉哉吾校靜宜大學，莘莘學子同聲歌。
親愛之校友其來同歡呼；吾人理想生活正鵠，
讚我校為偉大崇高之典範；我受培育飲水思源，
責任之所在須黽勉以赴，成敗不記名位不圖。
我眾位師長皆名重，士林春風化雨。
貢獻所學為世為國造福，使我等所愛之母校為寰宇著名學府。
誨我諄諄師長善表永難忘，我願立德立言能百世流芳。
格遵校規立德修身俾日新又新，常朝氣蓬勃愉快又歡欣；
在校之歲月當精勤不懈；遵師教導努力向學，
信實敏捷堅毅忠誠；為我母校爭取光榮，
師長之德似海似身，我等心將常憶兮金玉良箴。
願趁同窗共硯，時爾我相砥礪。

## 出身者
- 許世楷：政治家、台北駐日経済文化代表処元代表
- 張廖乃綸：政治家（市議員）｡
- 陳清龍：政治家（市議員）｡
- 黄秀芳：政治家（国会議員）｡
- 黄馨慧：政治家（市議員）。
- 胡晴雯：女優｡
- 利得彙：歌手｡
- 謝欣霓：政治家（国会議員）｡
- 傅子純：男優｡
- 李佳玲：政治家｡
- 李根政：政治家､地球公民基金会CEO｡
- 楊恵姍：女優､芸術家｡
- 蔡允潔：芸能人｡
- 蔡秀菊：台湾現代詩出版社編集部部長｡
- 謝佩霓：政治家（文化局局長）｡

## 対外関係・交流協定校
- 静宜大学国際事務室

- アジア 
  - 香港浸会大学
  - 嶺南大学
  - ペトラ・クリスチャン大学
  - スギジャプラナタ・カトリック大学
  - ジョグジャカルタ・アトマ・ジャヤ大学
  - 神奈川大学
  - 流通経済大学
  - 北海道文教大学
  - 仙台白百合女子大学
  - 国際基督教大学
  - 鹿児島純心女子大学
  - 神田外語大学
  - 同志社女子大学
  - 関西大学
  - 関西外国語大学
  - 愛知県立大学
  - 桜美林大学
  - 清泉女子大学
  - 白百合女子大学
  - 亜細亜大学
  - 関西国際大学
  - 東亜大学
  - 九州共立大学
  - 九州女子大学
  - 九州女子短期大学
  - 茨城大学
  - 山口大学
  - 大邱カトリック大学校
  - 梨花女子大学校
  - 韓南大学校
  - 全州大学校
  - 舟城大学
  - 祥明大学校
  - 西江大学校
  - マカオ大学
  - アダムソン大学
  - アテネオ・デ・マニラ大学
  - セントラル・フィリピン大学
  - デラサール大学
  - フィリピン工科大学
  - サンタ・イサベル大学
  - フィリピン・サントトマス大学
  - 安徽大学
  - 首都経済貿易大学
  - 東華大学
  - 河南大学
  - 南開大学
  - 上海財経大学
  - タリム大学
  - 厦門大学
  - タイ・アサンプション大学
  - バーンソムデーチャオプラヤ・ラチャパット大学
  - カンチャナブリー・ラチャパット大学
  - ムーバーン・チョムブン・ラチャパット大学
  - パヤップ大学
  - プラナコン・シー・アユタヤ・ラチャパット大学
- ヨーロッパ 
  - パーズマーニ・ペーテル・カトリック大学
  - アンジェイ・フリチ・モジェフスキ大学
  - クラクフ工業大学
  - アルカラ大学
  - サラマンカ大学
  - バリャドリッド大学 
  - バルセロナ自治大学 
  - ボーンマス大学
  - イギリス・セントメアリーズ・カレッジ
  - ノーザンブリア大学
- オーストラリア 
  - オーストラリアカトリック大学
  - ノートルダムオーストラリア大学
  - ビクトリア大学
- アメリカ 
  - アサンプション大学
  - アズーサ・パシフィック大学
  - メリーランド・ノートルダム大学
  - メアリーグローブカレッジ
  - モンタナ州立大学
  - ルーズベルト大学
  - セイント・メアリー・オブ・ザ・ウッズ・カレッジ
  - モンタナ大学
  - ニューイングランド大学
  - ノーザンコロラド大学
  - テキサス大学サンアントニオ校
  - ユタ大学
  - ウェスタンイリノイ大学
- カナダ
  - ビクトリア大学
- 中米 
  - ベリーズ大学
  - グアテマラ・サンカルロス大学
  - ホンジュラスカトリック大学
  - ニカラグア・サントトマス大学
  - パナマ大学
- 南米 
  - チリ・サントトマス大学
  - ポンティフィシア・ボリバリアナ大学ブカラマンガ校